# سلمى آغا
سلمى آغا (بالإنجليزية: Salma Agha)‏ (بالأردية: سلمیٰ آغا) من مواليد 25 أكتوبر 1956، هي مغنية وممثلة هندية بريطانية ولدت في باكستان، غنت ومثلت في الأفلام الهندية في الثمانينيات وأوائل التسعينيات. ولدت في كراتشي وترعرعت في لندن، حيث تلقت العديد من عروض الأفلام من المخرجين الهنود.  كان فيلمها الأول فيلم الرومانسية نيكا (1982)، حيث لعبت دور البطولة، كما غنت بنفسها العديد من الأغاني. رُشحت لجوائز فيلم فير في ذلك العام في كل من فئة أفضل ممثلة وفئة أفضل مغنية تشغيل. فازت بجائزة فيلم فير لأفضل تشغيل نسائي بسبب غنائها.  كما اشتهرت بدورها في فيلم "Kasam Paida Karne Wale Ki 1984" أمام ميثون تشاكرابورتي، وأغنيتها "Come Closer" من نفس الفيلم.

## وصلات خارجية
- سلمى آغا على موقع IMDb (الإنجليزية)
- سلمى آغا على موقع ميوزك برينز (الإنجليزية)
- سلمى آغا على موقع أول موفي (الإنجليزية)
- سلمى آغا على موقع ديسكوغز (الإنجليزية)
- سلمى آغا على موقع قاعدة بيانات الفيلم (الإنجليزية)